# Salomon Zellweger
Salomon Zellweger (auch Salomon Zellweger-Walser; * 2. August 1807 in Trogen AR; † 15. März 1887 ebenda; heimatberechtigt in ebenda) war ein Schweizer Unternehmer aus dem Kanton Appenzell Ausserrhoden.

## Leben
Salomon Zellweger war ein Sohn von Jacob Zellweger (1770–1821). Zu seinen zahlreichen Geschwistern gehörten Jacob Zellweger und Ulrich Zellweger. Im Haus seines Vaters war auch einmal Zar Nikolaus I. zu Gast. Das Geschäft seines Vaters erlitt von 1812 bis 1817 infolge der Napoleonischen Kriege herbe Verluste.

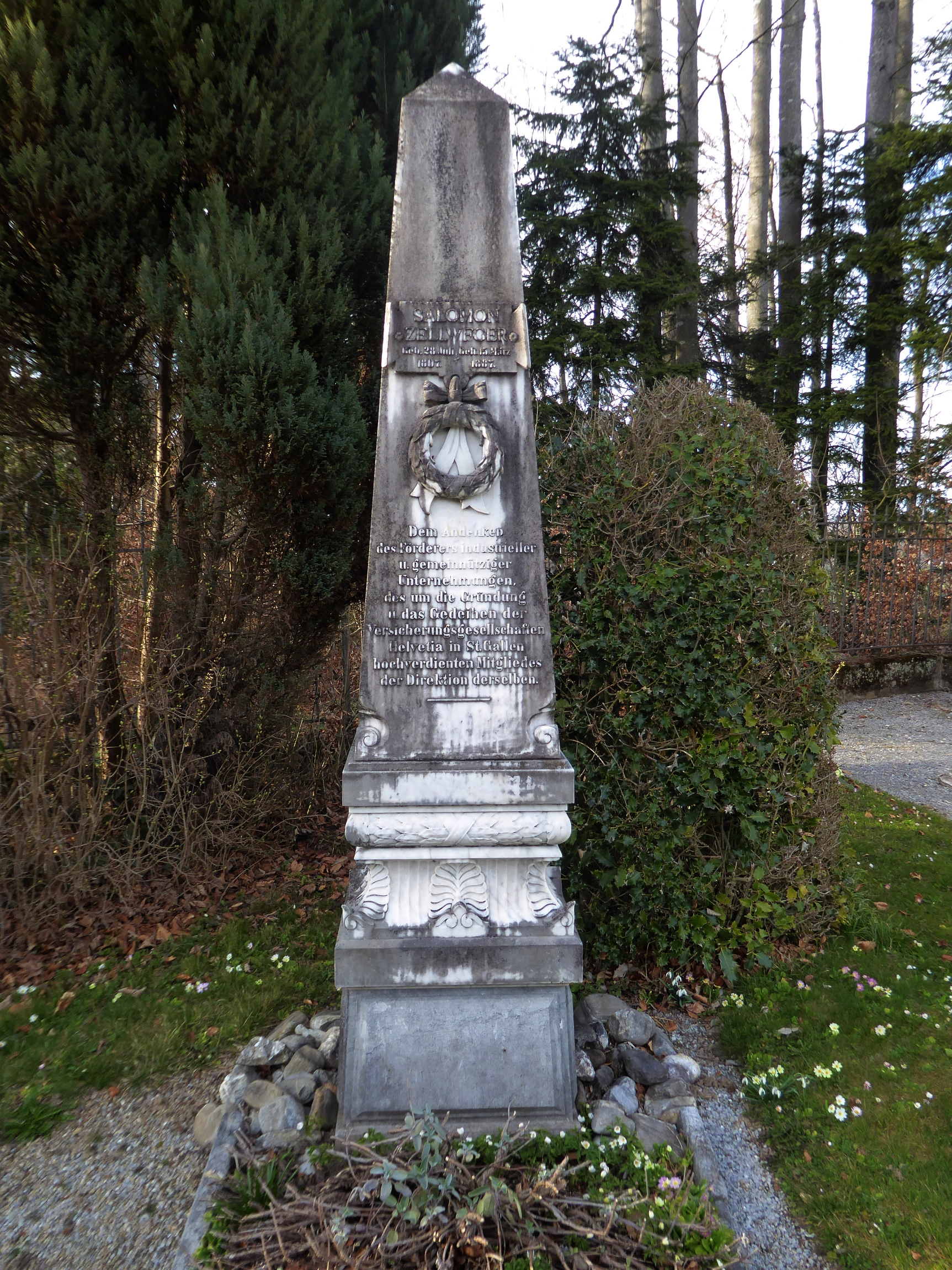
Grab, Friedhof Trogen

Salomon Zellweger hatte Privatlehrer, besuchte Schulen in Ludwigsburg und von 1821 bis 1824 die neue Kantonsschule Trogen. Seine Schwester Anna Wibertha Zellweger (1794–1896) heiratete in Rheineck Georg Friedrich Krauss (1786–1859). Bei seinem Schwager absolvierte er seine kaufmännische Lehre. Bis 1830 fungierte er für diesen als Vertreter in Brüssel. Danach leitete er bis 1837 in Amsterdam ein Handelshaus für Baumwolle und Textilien.
Von 1837 bis 1874 betrieb er in Trogen seine eigene Textilwarenexport- und Fabrikationsfirma.
Am 15. Dezember 1837 heiratete er Anna Walser aus Heiden (* 17. August 1817; † 30. Mai 1906), die einzige Tochter von Bartholome Walser und Wiberta, geb. Eugster. Sie hatte in jungen Jahren 80.000 Franken geerbt. Ihre mehrmonatige Hochzeitsreise führte durch Deutschland, Holland, Frankreich und Italien. Beim Brand in Heiden 1838 erlitt seine Gattin erhebliche Vermögensverluste. 1840/1841 bauten sie im Vordorf von Trogen ihr Haus.
Damals schuf der Aufschwung von Industrie und Handel neue Versicherungsbedürfnisse. Zellweger wurde Mitbegründer der Allgemeine Versicherungs-Gesellschaft Helvetia (1858) in St. Gallen als erstem Schweizer Transportversicherer. Ebenso begründete er nach dem verheerenden Brand in Glarus im Jahr 1861 die Helvetia Schweizerische Feuerversicherungs-Gesellschaft. Bis zu seinem Tod war Zellweger deren Verwaltungsratsvizepräsident. Er initiierte auch die Gründung der Bank für Appenzell A. Rh. in. Herisau (Kanton Appenzell Ausserrhoden) im Jahr 1866 mit. Von 1865 bis 1874 amtierte er als Vizepräsident der Appenzellischen Gemeinnützigen Gesellschaft. Über den ab 1877 in Berlin weilenden Schweizer Gesandten, Arnold Roth war er über die Entwicklung der Telefonie bei Siemens informiert, sodass er 1880 seinem Sohn Alfred Zellweger den Einstieg in dieses Geschäft finanzierte.
Als Autorität in volkswirtschaftlichen und zollpolitischen Fragen wurde Zellweger mehrmals mit bundesrätlichen Missionen betraut.
Salomon Zellweger fand seine letzte Ruhestätte auf dem Friedhof von Trogen.